# NGC 1595
NGC 1595 is een elliptisch sterrenstelsel in het sterrenbeeld Graveerstift. Het hemelobject werd op 3 december 1837 ontdekt door de Britse astronoom John Herschel.

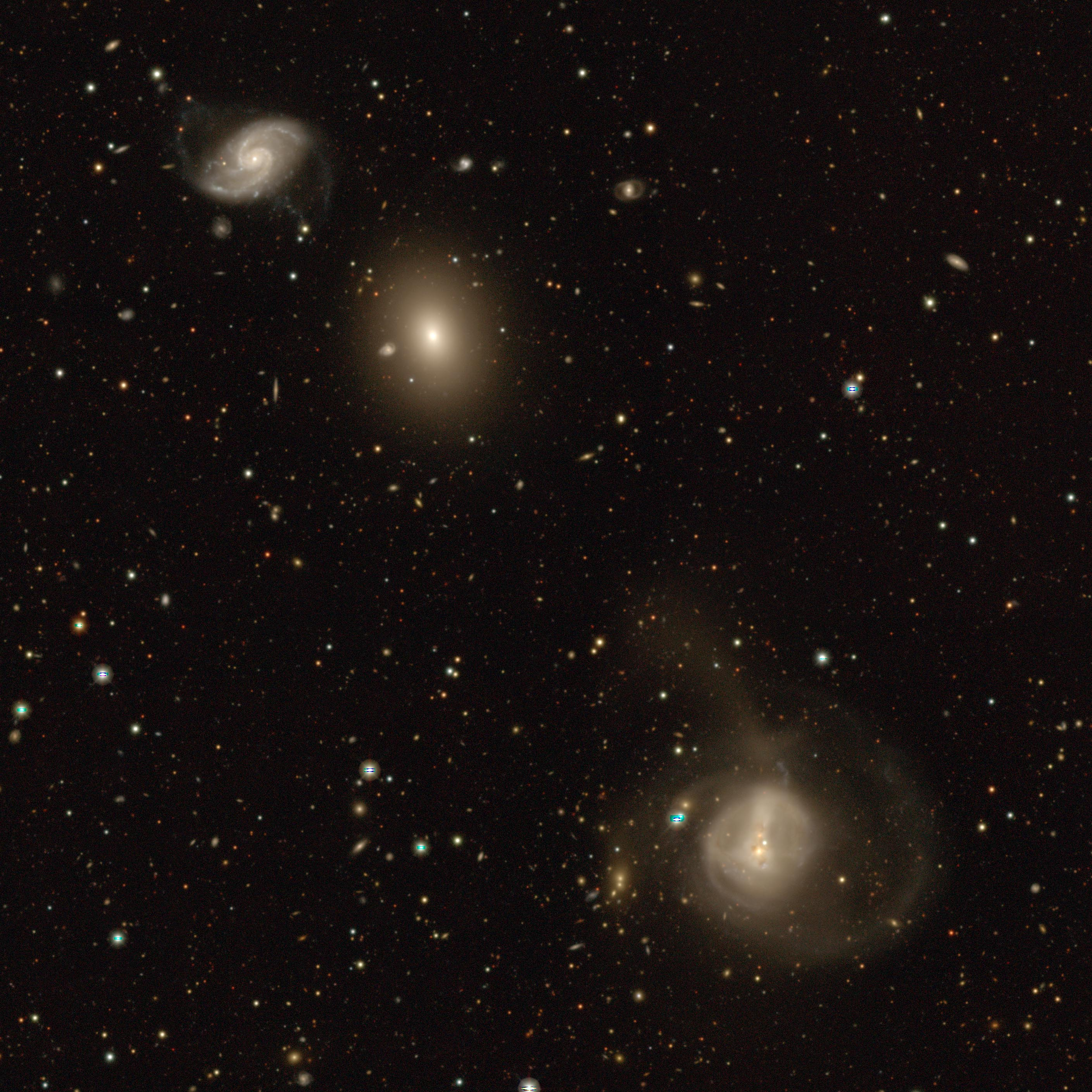
Carafe groep

Samen met NGC 1598 en het Carafe sterrenstelsel maakt NGC 1595 deel uit van de Carafe groep.

## Synoniemen
- PGC 15195
- ESO 202-25
- AM 0426-475